# Erytrea na Letnich Igrzyskach Olimpijskich 2016
Erytreę na Letnich Igrzyskach Olimpijskich 2016 w Rio de Janeiro reprezentowało 12 sportowców. Był to piąty start Erytrei na letnich igrzyskach olimpijskich.

## Reprezentanci

### Kolarstwo

#### Kolarstwo szosowe
Mężczyźni
| Zawodnik             | Konkurencja                | Czas    | Pozycja |
| -------------------- | -------------------------- | ------- | ------- |
| Daniel Teklehaimanot | wyścig ze startu wspólnego | 6:29:25 | 43.     |

### Lekkoatletyka

#### Kobiety
Konkurencje biegowe
| Konkurencja | Zawodniczka        | Runda 1  | Runda 1 | Runda 2  | Runda 2 | Półfinał | Półfinał | Finał    | Finał   |
| Konkurencja | Zawodniczka        | Rezultat | Pozycja | Rezultat | Pozycja | Rezultat | Pozycja  | Rezultat | Pozycja |
| ----------- | ------------------ | -------- | ------- | -------- | ------- | -------- | -------- | -------- | ------- |
| Maraton     | Nebiat Habtemariam | —        | —       | —        | —       | —        | —        | 2:45:21  | 80.     |

#### Mężczyźni
Konkurencje biegowe
| Konkurencja                   | Zawodnik              | Runda 1  | Runda 1 | Runda 2  | Runda 2 | Półfinał | Półfinał | Finał    | Finał   |
| Konkurencja                   | Zawodnik              | Rezultat | Pozycja | Rezultat | Pozycja | Rezultat | Pozycja  | Rezultat | Pozycja |
| ----------------------------- | --------------------- | -------- | ------- | -------- | ------- | -------- | -------- | -------- | ------- |
| Bieg na 3000 m z przeszkodami | Yemane Haileselassie  | 8:26,72  | 14.     | —        | —       | —        | —        | 8:40,68  | 12.     |
| Bieg na 5000 m                | Abrar Osman           | 13:22,56 | 8.      | —        | —       | —        | —        | 13:09,56 | 10.     |
| Bieg na 5000 m                | Hiskel Tewelde        | 13:30,23 | 23.     | —        | —       | —        | —        | NQ       | NQ      |
| Bieg na 5000 m                | Aron Kifle            | 13:29,45 | 22.     | —        | —       | —        | —        | NQ       | NQ      |
| Bieg na 10000 m               | Goitom Kifle          | —        | —       | —        | —       | —        | —        | 28:15,99 | 24.     |
| Bieg na 10000 m               | Zersenay Tadese       | —        | —       | —        | —       | —        | —        | 27:23,86 | 8.      |
| Bieg na 10000 m               | Nguse Amlosom         | —        | —       | —        | —       | —        | —        | 27:30,79 | 9.      |
| Maraton                       | Tewelde Estifanos     | —        | —       | —        | —       | —        | —        | 2:19:12  | 60.     |
| Maraton                       | Ghirmay Ghebreslassie | —        | —       | —        | —       | —        | —        | 2:11:04  | 4.      |
| Maraton                       | Amanuel Mesel         | —        | —       | —        | —       | —        | —        | 2:14:37  | 21.     |